# Новон (станция метро)
«Новон» (кор. 노원역) — пересадочная станция Сеульского метро на Четвёртой линии и Седьмой линии, представленная эстакадной станцией на 4 линии и подземной на 7 линии. Она представлена тремя платформамиː двумя боковыми на Четвёртой линии и одной островной — Седьмой линии. Станция обслуживается транспортной корпорацией Сеул Метро. Расположена в квартале Чан-дон района Новонгу города Сеул (Республика Корея). На станции установлены платформенные раздвижные двери.
Пассажиропотокː на 4 линии 51 700 чел/день, на 7 линии 46 671 чел/день (на январь-декабрь 2012 года)
Станция на 4 линии была открыта 20 апреля 1985 года, на 7 линии — 11 октября 1996 года.
Открытие станции 411 было совмещено с открытием первой очереди Четвёртой линии — участка Санъге—Университет Хансун длиной 11,8 км и еще 9 станцийː Санъге (410), Чандон, Танъгмун, Сую, Миа, Миасагори, Кирым, Женский университет Сонсин и Университет Хансон (419). Открытие станции 713 было совмещено с открытием первой очереди Седьмой линии — участка Джангам—Университет Конкук длиной 19 км и еще 18 станций (Jangam 709, Dobongsan, Suraksan, Madeul, Junggye, Hagye, Gongneung, Taereung, Meokgol, Junghwa, Sangbong, Myeonmok, Sagajeong, Yongmasan, Junggok, Gunja, Children's Grand Park, Konkuk Univ 727).